# Campionati europei di bob 1986
I Campionati europei di bob 1986, ventesima edizione della manifestazione organizzata dalla Federazione Internazionale di Bob e Skeleton, si sono disputati dal 18 al 26 gennaio 1986 a Igls, in Austria, sulla Kunsteisbahn Bob-Rodel Igls, il tracciato sul quale si svolsero le competizioni del bob e dello slittino ai Giochi di Innsbruck 1976 e le rassegne continentali del 1978, del 1981 e del 1984. Nella località tirolese si erano tuttavia già tenute le gare di slittino e di bob ai Giochi di Innsbruck 1964  e le manifestazioni europee del 1967 (in entrambe le specialità maschili) e del 1971 (solo nel bob a quattro) ma sul vecchio tracciato non più utilizzato dal 1973, allorché venne costruita la pista odierna. Igls ha quindi ospitato le competizioni continentali per la quinta volta nel bob a due uomini e per la sesta nel bob a quattro.

## Risultati

### Bob a due uomini
La gara si è svolta il 18 e il 19 gennaio 1986 nell'arco di quattro manches.
| Pos. | Atleti                               | Nazione          | Tempo   | Distacco |
| ---- | ------------------------------------ | ---------------- | ------- | -------- |
|      | Wolfgang Hoppe Dietmar Schauerhammer | Germania Est-1   | 3:39.55 |          |
|      | Bernhard Lehmann Bogdan Musiol       | Germania Est-2   | 3:40.07 | +0.52    |
|      | Detlef Richter Steffen Grummt        | Germania Est-3   | 3:40.47 | +0.92    |
| 4    | Ingo Appelt Christian Mark           | Austria-1        | 3:40.52 | +0.97    |
| 5    | Erich Schärer André Kiser            | Svizzera-3       | 3:40.62 | +1.07    |
| 6    | Anton Fischer Christoph Langen       | Germania Ovest-1 | 3:41.04 | +1.49    |
| ...  | ...                                  | ...              | ...     | ...      |

### Bob a quattro
La gara si è svolta il 25 e il 26 gennaio 1986 nell'arco di quattro manches.
| Pos. | Atleti                                                              | Nazione        | Tempo   | Distacco |
| ---- | ------------------------------------------------------------------- | -------------- | ------- | -------- |
|      | Hans Hiltebrand Kurt Meier Erwin Fassbind André Kiser               | Svizzera-2     | 3:35.20 |          |
|      | Bernhard Lehmann Matthias Trübner Ingo Voge Bogdan Musiol           | Germania Est-1 | 3:35.61 | +0.41    |
|      | Peter Kienast Franz Siegl Gerhard Redl Christian Mark               | Austria-1      | 3:35.76 | +0.56    |
| 4    | Wolfgang Hoppe Roland Wetzig Dietmar Schauerhammer Andreas Kirchner | Germania Est-2 | 3:36.14 | +0.94    |
| 5    | Detlef Richter Matthias Legler Dietmar Jerke Steffen Grummt         | Germania Est-3 | 3:36.44 | +1.24    |
| 6    | Ralph Pichler Heinrich Notter Celeste Poltera Roland Beerli         | Svizzera-1     | 3:36.63 | +1.43    |
| ...  | ...                                                                 | ...            | ...     | ...      |

## Medagliere
| Pos.   | Paese        | Oro | Argento | Bronzo | Totale |
| ------ | ------------ | --- | ------- | ------ | ------ |
| 1      | Germania Est | 1   | 2       | 1      | 4      |
| 2      | Svizzera     | 1   | 0       | 0      | 1      |
| 3      | Austria      | 0   | 0       | 1      | 1      |
| Totale | Totale       | 2   | 2       | 2      | 6      |